# Un-24
un-24是一种真菌基因，最早发现于模式生物粉色麵包黴菌（Neurospora crassa），编码核糖核苷二磷酸还原酶大亚基，与其异核体不亲和性（heterokaryon incompatibility）有关。